# Яворє (Чрна-на-Корошкем)
Яворє (словен. Javorje) — поселення в общині Чрна-на-Корошкем, Регіон Корошка, Словенія. Висота над рівнем моря: 973,1 м.